# آدم محمد نور مدوبي
الشيخ آدم محمد نور مدوبي سياسي صومالي وهو حاليا رئيس البرلمان لحكومة الصومال الإتحادية الانتقالية. أصبح رئيس مؤقت للصومال خلال الفترة ما بين استقالة رئيسها السابق عبد الله يوسف أحمد في 29 ديسمبر 2008 إلى 31 يناير 2009 بعدما تم انتخاب الرئيس الحالي شريف الشيخ أحمد، وكما هو الحال لمعظم السياسيين الصوماليين فهو أحد زعماء الحرب السابقين، وقد كان معلم للقرآن قبل ذلك. ولد مادوبي في ماندرين وهي تتبع مناطق الحدود الشمالية، ويتبع قبيلة الرحنوين (ديجل ميرفل) ومن فخذها هدامي.

## جيش رحانوين للمقاومة
عمل آدم محمد نور في مجال تجارة الماشية قبل أن يتحوَّل إلى السياسة في العام 1990م،
عمل كأول نائب لزعيم جيش راحناوين للمقاومة، وهو إحدى الفصائل المتقاتلة خلال النزاع بالصومال، وطبقا لآدم مادوبي، فإنه بداية من عام 1996 تم المساعدة بتدريب فصائل هذا الجيش في أثيوبيا، انفصل مؤقتا عن زميله قائد الفصيل حسين محمد نور شاتيغادود، بيد أن كليهما توافقا بعد ذلك وانضما كوزيرين بالحكومة الإتحادية الانتقالية.

## الحكومة الإتحادية الانتقالية
كان آدم محمد نور مادوبي ممثلا للبرلمان الاتحاد الانتقالي والذي سمح للحكومة الإتحادية الانتقالية في نوفمبر وأجاز الميثاق الاتحادي الانتقالي في مؤتمر عقد في نيروبي بكينيا.
عين وزيرا للعدل في الحكومة الوليدة برئاسة رئيس الوزراء علي محمد جيدي التي عينها الرئيس الصومالي عبد الله يوسف أحمد. عموما فإن النظام القضائي في الصومال ظهر بعد هزيمة المحاكم الإسلامية.
وفي مايو من عام 2005 اتهم جنرال الحرب محمد إبراهيم حابسدي حليف الحكومة الانتقالية الوطنية بقيادة الرئيس عبد القاسم صلاد حسن، اتهم مادوبي ووزير الزراعة حسن محمد نور شاتيغادود قائد جيش راحناوين للمقاومة بأنهم هاجموا بيدوا ليأخذوها نيابة عن الرئيس عبد الله يوسف أحمد، والذي استخدم المدينة لاحقا كعاصمة مؤقتة داخل الصومال. وقد قتل جراء هذا القتال 19 من المدنيين وجرح 28.

## رئاسةمجلس الشعب الصومالي.
انتُخب آدم محمد نور مدوبي رئيسا لمجلس الشعب الفيدرالي في 28 أبريل 2022